# Tom Clancy's Ghost Recon Wildlands
Tom Clancy's Ghost Recon Wildlands är ett taktiskt skjutspel utvecklat av Ubisoft Paris. Det är den tionde delen i Ghost Recon-serien och är det första spelet i serien som har en öppen spelvärld. Spelet rör sig bort från den futuristiska tonsättningen som infördes i Ghost Recon Advanced Warfighter och innehåller i stället liknande miljöer som i det ursprungliga Ghost Recon-spelet. Under utvecklingen beskrev Ubisoft det som ett av de största open world-spelen som de någonsin utvecklat, där spelvärlden innehåller en mängd olika miljöer, såsom berg, skogar, öknar och saltöken. Spelet utgavs till Microsoft Windows, Playstation 4 och Xbox One den 7 mars 2017.
Spelet tar plats 2019 i Bolivia efter att en mexikansk drogkartell vid namn Santa Blanca tagit makten i landet. Efter mordet på en amerikansk DEA-agent i Bolivia skickar CIA in specialförbandet "the Ghosts" för att avskaffa kartellen och återställa den bolivianska regeringen.